# Jeanne Kalogridis

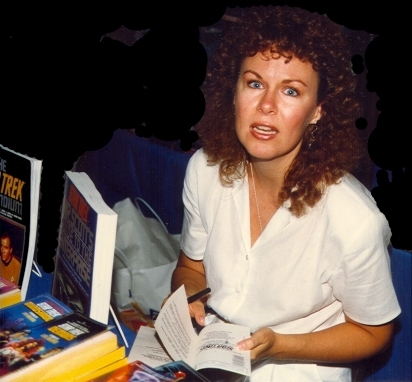
J.M. Dillard, Tampa, Florida Convenția "Star Trek" din 1989.

Jeanne Kalogridis (pseudonim: J.M. Dillard; n. 1954, Florida) este o scriitoare de ficțiune istorică și de groază. A studiat la University of South Florida.

## Lucrări publicate

### The Diaries of the Family Dracul
- Covenant with the Vampire (1995)
- Children of the Vampire (1996)
- Lord of the Vampires (1997)

### Romane
- Specters (1991) (ca J.M. Dillard)
- The Burning Times (1997)
- The Borgia Bride (2005)
- I, Mona Lisa (2006) (titlu britanic: Painting Mona Lisa)
- The Devil's Queen (2009)
- The Scarlet Contessa: A Novel of the Italian Renaissance (2010)

### Nuvelizări de filme
- The Fugitive (1993)
- Bulletproof Monk (2003)

### Star Trek: The Original Series
- Mindshadow (1985)
- Demons (1986)
- Bloodthirst (1987)
- The Lost Years (1989)
- Recovery (1995)

### Star TrekMovie Novelizations
- Star Trek V: The Final Frontier (1989)
- Star Trek VI: The Undiscovered Country (1991)
- Star Trek Generations (1994)
- Star Trek: First Contact (1996)
- Star Trek: Insurrection (1998)
- Star Trek: Nemesis (2002)

### Star Trek: The Next Generation
- Possession (1996) (cu Kathleen O'Malley)
- Resistance (2007)

### Star Trek: Deep Space Nine
- Emissary (1993)

### Star Trek: Enterprise
- Surak's Soul (2003)
- The Expanse (2003)

### War of the Worlds
- The Resurrection (1988)

### Alte cărți
- Star Trek: Where No One Has Gone Before - A History in Pictures (1994)
- Star Trek: The Next Generation Sketchbook - The Movie: Generations & First Contact (1998) (with John Eaves)